# Epidius rubropictus
Epidius rubropictus är en spindelart som beskrevs av Simon 1909. Epidius rubropictus ingår i släktet Epidius och familjen krabbspindlar.
Artens utbredningsområde är Vietnam. Inga underarter finns listade i Catalogue of Life.